# 이은아
이은아(1988년 3월 11일)는 대한민국의 비치발리볼 선수이다.